# Gripopteryx
Gripopteryx is een geslacht van steenvliegen uit de familie Gripopterygidae. De wetenschappelijke naam van het geslacht is voor het eerst geldig gepubliceerd in 1841 door Pictet.

## Soorten
Gripopteryx omvat de volgende soorten:
- Gripopteryx brasiliensis (Šámal, 1921)
- Gripopteryx cancellata (Pictet, 1841)
- Gripopteryx clemira Lecci & Froehlich, 2011
- Gripopteryx coruja Froehlich, 1993
- Gripopteryx elisae Illies, 1964
- Gripopteryx flinti Froehlich, 1993
- Gripopteryx garbei Navás, 1936
- Gripopteryx japi Lecci & Froehlich, 2011
- Gripopteryx juetah Froehlich, 1990
- Gripopteryx liana Froehlich, 1993
- Gripopteryx maculosa Jewett, 1960
- Gripopteryx pardina Navás, 1936
- Gripopteryx pilosa Froehlich, 1990
- Gripopteryx pinima Froehlich, 1993
- Gripopteryx reticulata Brauer, 1868
- Gripopteryx serrei Navás, 1930
- Gripopteryx serrensis Froehlich, 1993
- Gripopteryx zeelandica Šámal, 1921